# Saint-Laurent-du-Bois
Saint-Laurent-du-Bois – miejscowość i gmina we Francji, w regionie Nowa Akwitania, w departamencie Żyronda.
Według danych na rok 1990 gminę zamieszkiwało 216 osób, a gęstość zaludnienia wynosiła 29 osób/km² (wśród 2290 gmin Akwitanii Saint-Laurent-du-Bois plasuje się na 961. miejscu pod względem liczby ludności, natomiast pod względem powierzchni na miejscu 1246.).